# Cmentarz Czerniakowski
Cmentarz Czerniakowski – rzymskokatolicki cmentarz położony przy ul. Powsińskiej 44/46 na warszawskiej Sadybie.

## Historia
Cmentarz powstał w 1907 i został ufundowany przez małżeństwo Józefa i Józefy Wardeckich. Został poświęcony w sierpniu tego roku przez biskupa Kazimierza Ruszkiewicza. Zarówno fundatorów jak i fakt poświęcenia upamiętnia ustawiony 11 sierpnia 1907 przy głównej alei krzyż fundacyjny z inskrypcją. Wraz z rosnącymi potrzebami lokalnej społeczności był kolejno powiększany w 1916, 1945 i 1951. 
Na cmentarzu znajdują się m.in. groby uczestników powstania warszawskiego – sześćdziesięciu żołnierzy batalionu „Oaza”. Wśród różnorodnych form nagrobków wyróżnia się kaplica-mauzoleum rodziny Stanisława Chmielarza z 1927.
Nekropolia jest nadal czynna.

## Pochowani na cmentarzu
- Janusz Albrecht ps. Wojciech (1892–1941) − żołnierz, szef sztabu Komendy Głównej Armii Krajowej
- Sławomir Archangielski (1985–2013) – muzyk, basista zespołu Hate, gitarzysta Saltus i Naumachia
- Stanisław Bareja (1929–1987) − reżyser filmowy
- Maria Budzanowska (1930–1988) − adwokat, polityk
- Teofil Budzanowski (1894–1959) − pedagog, polityk
- Adam Dobosz (1885–1952) − śpiewak operowy
- Feliks Gwiżdż (1885–1952) − poeta, polityk
- Tadeusz Jodłowski (1925–2015) − grafik, plakacista
- Tadeusz Kierczyński (1922–2012) − ekonomista, prof. SGH
- Ryszard Kulesza (1929–2008) – polski piłkarz, trener i działacz piłkarski, selekcjoner reprezentacji Polski
- Leon Łuskino (1872–1948) – pułkownik Wojska Polskiego, kompozytor
- Zbigniew Pałyszko (1945–2012) – lekkoatleta, pierwszy trener Kamili Skolimowskiej
- Władysława Papis (1930–2016) – wizjonerka z Siekierek (objawienia maryjne 1943–1956)
- Leszek Kazimierz Pawłowicz (1925–2008) – polski dziennikarz, komentator Radia Wolna Europa i Głosu Ameryki
- Wacław Stępień (1911–1993) – literat, satyryk
- Stanisław Wielanek (1949–2016) – warszawski bard